# Augustin Rösler
Augustin Rösler, C.Ss. R. (6 de março de 1851 – (2 de abril de 1922) foi um teólogo e sociólogo prussiano e um padre redentorista que escreveu sobre a história do cristianismo e questões contemporâneas. Sua obra mais conhecida é Die Frauenfrage vom Standpunkte der Natur, der Geschichte und der Offenbarung (A questão da mulher, considerada do ponto de vista da natureza, história e revelação), um tratado sobre a questão da mulher publicado em 1893 (com uma segunda edição significativamente expandida em 1907).

## Vida pessoal
Rösler nasceu em Góra em 6 de março de 1851.  
Ele morreu em Wrocław em 2 de abril de 1922.  

## Escritos
Augustin Rösler foi o primeiro católico alemão a discutir a questão da mulher de um ponto de vista católico.  
Entre suas obras está uma monografia sobre a escrita de Prudêncio.   Seu Die Frauenfrage vom Standpunkte der Natur, der Geschichte und der Offenbarung, traduzido para o francês como La Question Féministe examinanée au point de vue de la Nature, de l'Histoire et de la Révélation foi amplamente revisado na época.     A obra foi uma resposta ao livro Die Frau und der Sozialismus, de August Bebel.  Enquanto Bebel exige que as mulheres e os homens sejam tratados como iguais,   Rösler enfatizou que existe uma "moralidade fundamentalmente igual entre os sexos",  ao mesmo tempo em que enfatizou que a liberdade da mulher reside na capacidade de cumprir o seu papel de mãe. 
Em 1899, Franz Hitze convidou Rösler para discutir a questão da mulher em uma conferência intitulada Praktisch-Sozialer Kursus em Estrasburgo. Ele decidiu escrever Wahre und Falsche "Frauen-Emanzipation ", que se traduz em Verdadeira e Falsa Emancipação das Mulheres, que continha o mesmo conteúdo do discurso, mas com uma discussão mais detalhada sobre os tópicos das mulheres nos cursos universitários de medicina e o sufrágio feminino. 
Em Wahre und Falsche "Frauen-Emanzipation", Rösler explica suas ideias sobre quais direitos as mulheres devem ou não receber. O livro consiste em uma introdução, seguida de três capítulos principais, cada um focando em aspectos distintos da vida de uma mulher, e uma conclusão. Ao explicar os problemas da Frauenfrage, também conhecida como a questão da mulher, Rösler baseia seus argumentos em citações da Bíblia, metáforas ou citações diretas de mulheres ou homens de sua época. Rösler foi visto como revolucionário, porque foi um dos primeiros católicos a criticar que mulheres e homens não são tratados de forma equilibrada.  Mais especificamente, Rösler, por um lado, exige que as mulheres mereçam mais direitos do que aqueles que têm em certos campos, mas, por outro lado, argumenta que os seus direitos devem ser suficientes apenas para ajudar na sua tarefa de mãe e esposa. 

## Recepção
O apelo de Rösler por mais direitos para as mulheres, embora limitado, foi visto como muito liberal por muitos bispos da época.  Os esforços do autor para falar com outros homens, com o objetivo de liberar algum espaço para as mulheres, a fim de permitir um desenvolvimento mais liberal, foram vistos como revolucionários.   No entanto, sua visão tradicional sobre as diferenças de gênero e a ideia de fixar as mulheres na tarefa de ser uma mãe e esposa amorosa e gentil foi criticada por muitas mulheres importantes do movimento das mulheres católicas, incluindo Hedwig Dransfeld e Elisabeth Gnauck-Kühne.   Gnauck-Kühne era amigo e correspondente de Rösler. 

## Obras
- Rösler, Augustin (1886). Der katholische dichter Aurelius Prudentius Clemens (em alemão). Freiburg im Breisgau: Herder. OCLC 1121236263
- Rösler, Augustin (1893). Die Frauenfrage vom Standpunkte der Natur, der Geschichte und der Offenbarung (em alemão). Vienna: Commissionsverlag und Druck von Josef Roller. OCLC 1159733005
- Rösler, Augustin (1907, 2nd expanded edition). Die Frauenfrage vom Standpunkte der Natur, der Geschichte und der Offenbarung (in German). Freiburg im Breisgau: Herdersche Verlagshandlung, 1907.
- Rösler, Augustin (1899). Wahre und falsche Frauen-Emanzipation (em alemão). Stuttgart: J. Roth. OCLC 458210311. Gerritsen Collection number 2421 (Reprinted by Alphonsus-Buchhandlung in Münster in 1904).[16] Em 2023, uma nova edição foi publicada em escrita moderna, editada por Florian Schirmer.[17]